# Sorbus apicidens
Sorbus apicidens är en rosväxtart som beskrevs av Elmer Drew Merrill. Sorbus apicidens ingår i släktet oxlar, och familjen rosväxter. Inga underarter finns listade i Catalogue of Life.